# Citrus lucida
Citrus lucida är en vinruteväxtart som först beskrevs av Rudolph Herman Scheffer, och fick sitt nu gällande namn av David John Mabberley. Citrus lucida ingår i släktet citrusar, och familjen vinruteväxter. Inga underarter finns listade i Catalogue of Life.